# Amigos - Vol. 1
Amigos Especial da Rede Globo Ao Vivo é um álbum do grupo Amigos, lançado em 1996, e contém o show gravado do primeiro especial de final de ano da Rede Globo exibido em 23 de dezembro de 1995.

## História
O show Amigos foi uma série de especiais musicais com as duplas sertanejas Chitãozinho & Xororó, Zezé Di Camargo & Luciano e Leandro & Leonardo, exibidos de 1995 a 1998 na programação de fim de ano da Rede Globo.

## Faixas[1]
| N.º            | Título                                | Compositor(es)                                                                           | Intérprete (s)                                                      | Duração |  |
| 1.             | "Disparada"                           | Geraldo Vandré / Théo de Barros                                                          | Leandro & Leonardo, Chitãozinho & Xororó, Zezé Di Camargo & Luciano | 5:17    |  |
| 2.             | "Menina Veneno"                       | Ritchie / Bernardo Vilhena                                                               | Zezé Di Camargo & Luciano                                           | 4:14    |  |
| 3.             | "Bailão de Peão"                      | Maria da Paz / Nino                                                                      | Chitãozinho & Xororó                                                | 3:36    |  |
| 4.             | "Eu Juro (I Swear)"                   | Frank Joseph Myers / Gary Baker (versão: Demian)                                         | Leandro & Leonardo                                                  | 5:10    |  |
| 5.             | "Silent Night"                        | Franz Gruber                                                                             | Leandro & Leonardo, Chitãozinho & Xororó, Zezé Di Camargo & Luciano | 3:30    |  |
| 6.             | "Ave Maria"                           | Charles Gounod                                                                           | Leandro & Leonardo, Chitãozinho & Xororó, Zezé Di Camargo & Luciano | 3:08    |  |
| 7.             | "Fio de Cabelo"                       | Darci Rossi / Marciano                                                                   | Zezé Di Camargo, Chitãozinho                                        | 2:57    |  |
| 8.             | "É o Amor"                            | Zezé Di Camargo                                                                          | Leonardo, Luciano                                                   | 3:36    |  |
| 9.             | "Temporal de Amor"                    | Cecílio Nena                                                                             | Leandro, Xororó                                                     | 4:20    |  |
| 10.            | "Have You Ever Really Loved a Woman?" | Bryan Adams / Michael Kamen / Robert John Lange (versão: Darci Rossi / Maulívio Pereira) | Chitãozinho & Xororó                                                | 5:00    |  |
| 11.            | "Pão de Mel"                          | Zezé Di Camargo                                                                          | Zezé Di Camargo & Luciano                                           | 4:10    |  |
| 12.            | "Festa de Rodeio"                     | César Augusto / César Rossini / Reinaldo Barriga                                         | Leandro & Leonardo                                                  | 4:52    |  |
| Duração total: | Duração total:                        | Duração total:                                                                           | Duração total:                                                      | 48:46   |  |